# Нилка, Александру
Александру Нилка (рум. Alexandru Nilca, венг. Sándor Nyilka , р. 6 ноября 1945) — румынский фехтовальщик, призёр Олимпийских игр. Заслуженный мастер спорта Румынии (1977).

## Биография
Родился в 1945 году в Тыргу-Муреше.
В 1974 году завоевал серебряную медаль чемпионата мира.
В 1976 году стал обладателем бронзовой медали Олимпийских игр в Монреале.
В 1977 году вновь стал серебряным призёром чемпионата мира.
В 1980 году принял участие в Олимпийских играх в Москве, но не завоевал наград.